# ビッツァローネ
ビッツァローネ（伊: Bizzarone）は、イタリア共和国ロンバルディア州コモ県にある、人口約1,700人の基礎自治体（コムーネ）。

## 地理

### 位置・広がり
コモ県のコムーネ。県都コモから西北西へ12kmの距離にある。

#### 隣接コムーネ
隣接するコムーネは以下の通り。括弧内のCH-TIはスイス・ティチーノ州所属を示す。
- Mendrisio (CH-TI)
- Novazzano (CH-TI)
- ローデロ
- Stabio (CH-TI)
- ウッジャーテ・コン・ロナーゴ
- ヴァルモレーア

### 地震分類
イタリアの地震リスク階級 (it) では、4 に分類される
。